# ムニェルニーク
ムニェルニーク（チェコ語: Mělník [ˈmɲɛlɲiːk]）は、チェコの中央ボヘミア州にある町。首都プラハの北35km、ラベ川（エルベ川）とヴルタヴァ川との合流点に位置する。一帯は国内有数の穀倉地帯で、青果物、ジャガイモ、トウモロコシ、テンサイ、ワインなどがつくられる。ドイツ語名はメルニク（Melnik）。

## 歴史
5世紀から6世紀には多くのスラブ人が住み着き、後にボヘミア公ボリヴォイ1世の妻、ルドミラを輩出するプショヴァン族が中心村落を築いた。古代ローマの貨幣が出土している。1274年11月にボヘミア王オタカル2世から自治権を得て、歴代のボヘミア王妃の街となった。

## 観光
観光の目玉はルネサンス様式の城砦である。かつては共産主義者によって破壊されたが、後に所有者の子息により復元された。大きなワインセラーも備えられている。その向かいには聖ペテル・聖パウル教会があるが、この教会も3度再建された。

## 産業
国内最大級の港があり、コンテナの積み替えが行われている。

## 出身者
- ヤン・ネポムク・マイール（オペラ歌手、指揮者、作曲家）

## 姉妹都市
- オラニエンブルク（ドイツ）
- ヴェツィコン（スイス）